# Nový Knín
Nový Knín (en allemand : Neuknin) est une ville du district de Příbram, dans la région de Bohême-Centrale, en République tchèque. Sa population s'élevait à 2 126 habitants en 2024.

## Géographie
Nový Knín est arrosée par la Kocába, un affluent de la Vltava, et se trouve à 10 km à l'est de Dobříš, à 25 km au nord-est de Příbram et à 34 km au sud-sud-ouest du centre de Prague.
La commune est limitée par Mokrovraty au nord-ouest, par Malá Hraštice et Velká Lečice au nord, par Nové Dvory, Korkyně et Chotilsko à l'est, par Borotice et Drhovy au sud, et par Rybníky et Stará Huť à l'ouest.

## Histoire
La première mention écrite de la localité date de 1186.

## Patrimoine

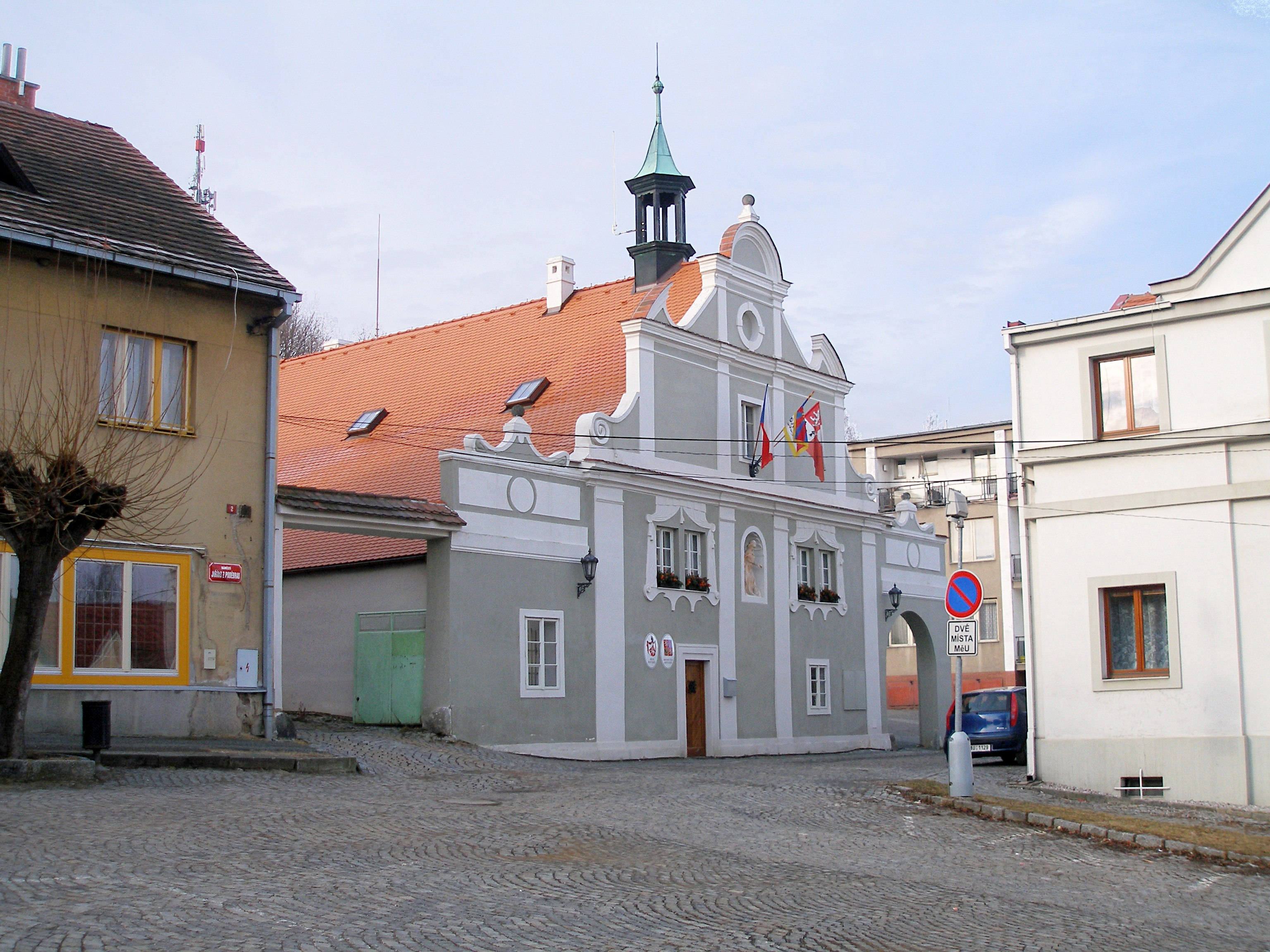
L'hôtel de ville.
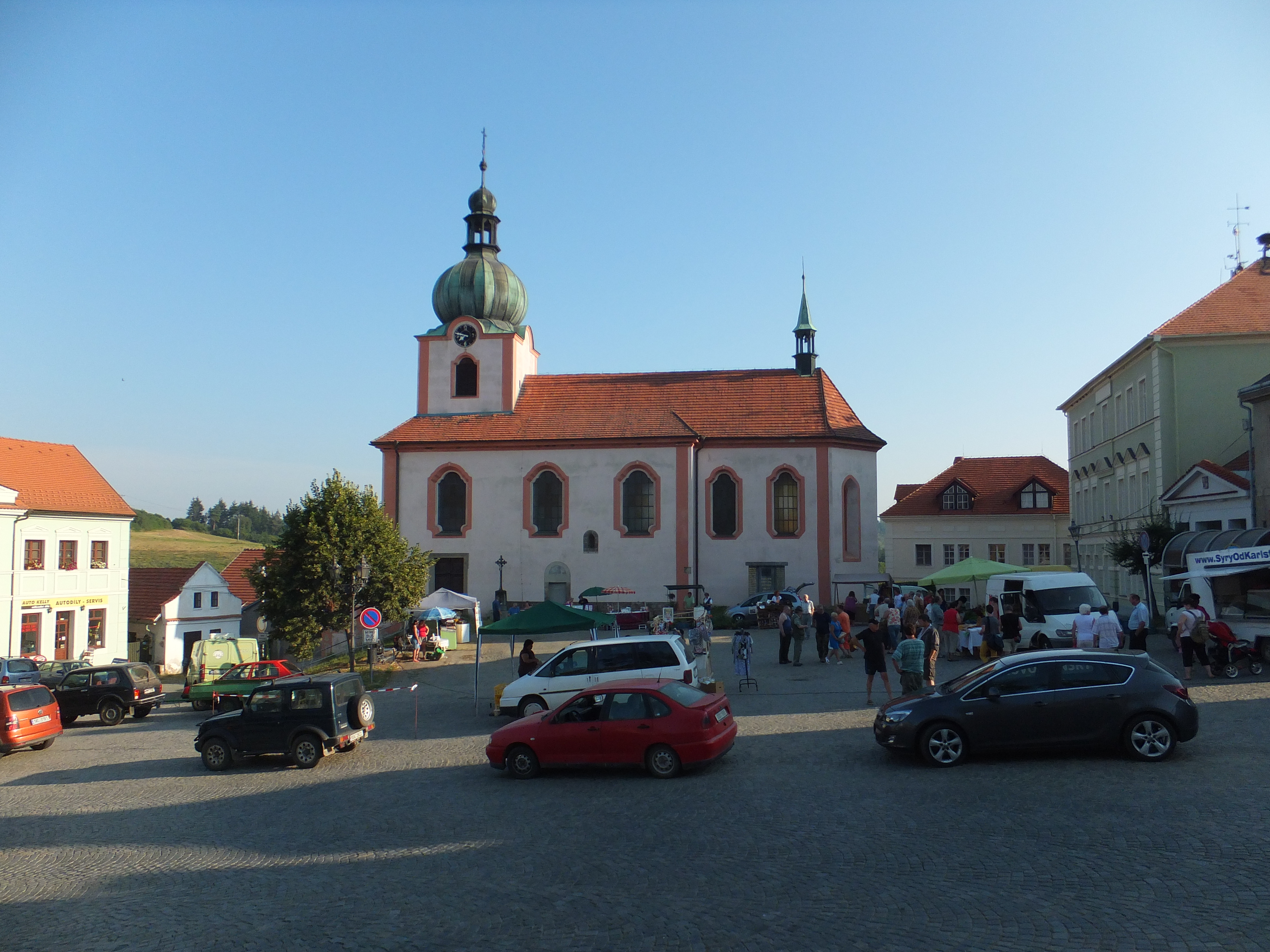
L'église Saint-Nicolas.

## Administration
La commune se compose de cinq sections :
- Hranice
- Chramiště
- Kozí Hory
- Libčice
- Sudovice

## Transports
Par la route, Nový Knín se trouve à 9,7 km de Dobříš, à 30 km de Příbram et à 41 km de Prague.